# Esculaap
De esculaap of aesculaap is een oud Grieks symbool geassocieerd met de Griekse halfgod Asclepius, astrologie en met medicijnen en genezing. Deze halfgod kreeg les in de geneeskunde van de centaur Cheiron.
De esculaap bestaat uit een slang die zich rond een staf draait, niet te verwarren met het symbool van Hermes, de caduceus, die een met twee slangen omwonden staf in handen houdt.
De slang staat in de esculaap symbool voor de genezing, omdat dit dier zijn huid kan afwerpen, hetgeen staat voor herboren worden en genezing, maar ook door zijn beet de dood kan brengen.
De esculaap wordt bijvoorbeeld gebruikt in het logo van de Wereldgezondheidsorganisatie en in de Star of Life, maar wordt ook in Nederland en België (steeds minder) door artsen gebruikt als sticker op de voorruit van hun auto en soms als uithangbord voor apotheken. 

## Astrologische associatie
De twee symbolen werden ook geassocieerd met astrologie. Asclepius was zo bekwaam in de medische kunst dat van hem gezegd werd dat hij zijn patiënten mee terugbracht uit de dood.
Hiervoor werd hij gestraft en in de hemel geplaatst als het sterrenbeeld Slangendrager. Deze constellatie ligt tussen de sterrenbeelden Boogschutter en Schorpioen.

## Hebreeuwse Bijbel
Een soortgelijk symbool, de Nehushtan, komt in de Hebreeuwse Bijbel voor. Het betrof een koperen slang die Mozes op een paal bevestigde. Als een Israëliet door een slang werd gebeten die JHWH als straf had gezonden, maar naar de Nehushtan keek, stierf hij niet. Honderden jaren later werd deze Koperslang vernietigd door koning Hizkia.

## Egypte
In het oude Egypte werd een ander symbool gebruikt voor de geneeskunde, namelijk het oog van Horus, de Egyptische god van de geneeskunde.

## Wormtheorie
Er wordt wel gesuggereerd dat de esculaap een worm rond een stok vertegenwoordigt. Parasitaire wormen zoals de guineaworm (dracunculus medinensis) waren gebruikelijk in de oudheid. Deze bevonden zich onder de huid en werden verwijderd door ze om een stokje te wikkelen.

## Vergelijk
- Caduceus
- Naga (bovennatuurlijk wezen)

## Bron
- J.Hall, Hall's Iconografisch Handboek, Primavera Pers (Leiden, 2000).